# Diamant vert-bleu
Erythrura cyaneovirens
Espèce
Statut de conservation UICN

 NT  : Quasi menacé
Le Diamant vert-bleu ou Pape royal ou Pape de Samoa (Erythrura cyaneovirens) est une petite espèce de passereaux se trouvant sur les îles de Savaii et d'Upolu (ouest de l'Archipel des Samoa).

## Description
Cet oiseau mesure environ 11 cm. Il a la tête rouge, la poitrine, le menton, gorge et la nuque bleu clair. Il a le début du dos et des ailes bleu-clair qui graduellement mais assez vite deviennent verts. Le ventre est à 1/3 vert et passe graduellement au bleu pour être à 2/3 bleu-clair, croupion rouge et queue très courte. La femelle est plus terne que le mâle. Le bec est noir et seul le mâle chante.

## Habitat et alimentation
Ils vivent sur l'île d'Upolu, se déplacent par groupe de 30 à 50 individus en quête de nourriture. Ils se nourrissent de graines d'herbes et de plantes.

## Reproduction
Ils pondent 3 ou 4 œufs et au bout de 14 jours, les œufs éclosent.

## Synonymie
- Erythrospiza serena

## Sous-espèces
D'après Alan P. Peterson, il existe quatre sous-espèces :
- Erythrura cyaneovirens cyaneovirens  (Peale, 1848)
- Le Diamant de Savii (Erythrura cyaneovirens gaughrani  duPont, 1972) se trouve sur l'île de Savii. Il mesure 12 cm. Il a la tête rouge. Il a la queue courte. La queue et le croupion sont rouges. Le reste du corps est entièrement vert à l'exception du menton, de nuque et du pourtour de la tête qui sont bleu pâle. Le bec est noir. La femelle est plus terne que le mâle. Seul le mâle chante. Cet sous-espèce vit sur l'île de Savii en groupe de 40 à 50 individus. Elle se nourrit de graines d'herbes et de plantes.
- Le Diamant d'Efate (Erythrura cyaneovirens efatensis  Mayr, 1931), est présent sur l'île d'Efate au Vanuatu. Il mesure environ 11 cm. Il a le dos et les ailes vert ; la nuque, la gorge, le menton, la poitrine et le ventre entièrement bleu cobalt. Il a le bec noir. Il a la queue très courte. Le croupion et la queue sont rouge vif et la tête rouge foncé. Le mâle est plus vif que la femelle. Seule le mâle chante. Ils vivent uniquement sur l'île d'Efate, au Vanuatu. Ils vivent en bande et se nourrissent de graines et de figues surtout (indispensable). Aujourd'hui traité comme une sous-espèce du Diamant des Nouvelles-Hébrides (Erythrura regia).
- Le Diamant royal granivore (Erythrura cyaneovirens serena (P.L. Sclater, 1881)), se trouve sur l'île d'Anatom au sud des Vanuatu. Il mesure environ 11 ou 12 cm. Il a la tête, la queue et le croupion rouge. Il a une queue très courte. Le dos, le ventre et les ailes sont verts. Il a la gorge, le menton, la nuque et la poitrine bleu cobalt. La femelle est plus terne que le mâle. Seul ce dernier chante. Ils vivent sur l'île d'Anatom, au sud du Vanuatu. Ils vivent en bande de plusieurs (20 à 40). Il se nourrit principalement de graine d'herbe, de plantes et surtout de figues (indispensable). Aujourd'hui traité comme une sous-espèce du Diamant des Nouvelles-Hébrides (Erythrura regia).

## Sources et références
- Dupuyoo M. (2002) Diamants, Papes et Capucins. Estrildés de l'Indo-Pacifique. Jardin d'Oiseaux Tropicaux, La Londe les Maures, 240 p.
- (en) Congrès ornithologique international : Erythrura cyaneovirens dans l'ordre passeriformes (consulté le 19 mai 2015)
- (en) UICN : espèce Erythrura cyaneovirens (Peale, 1848) (consulté le 2 septembre 2020)

sous-espèces
- (fr + en)  Avibase : Erythrura cyaneovirens efatensis (+ répartition)
- (fr + en)  Avibase : Erythrura cyaneovirens serena (+ répartition)